# 成田市立西中学校
成田市立西中学校（なりたしりつ にしちゅうがっこう）は、千葉県成田市加良部五丁目11番地にある公立中学校。通称は「西中」（にしちゅう）。

## 概要
成田ニュータウンの南端、加良部地区に位置する。成田市で唯一、方角を中学校名としている中学校だが、市の合併に伴い市内に存在する7校の中学校を統廃合し、東中学校・西中学校・北中学校の3校にする予定であったが、思うように統廃合は進まず、空港建設問題などが重なり、結局西中学校のみが実現するのみとなった。陸上の、4×100メートルリレー（女子）で2年連続日本一になったことでも有名である。生徒数が多かった為、2013年4月に成田市公津の杜に開校した成田市立公津の杜中学校と分離した。

## 沿革
- 1964年（昭和39年）4月 - 成田市八生中学校と成田市立公津中学校を統合。「成田市立西中学校」創立。
- 2000年（平成12年）10月 - 新校舎完成
- 2002年（平成14年）3月 - 新体育館完成
- 2013年（平成25年）4月 - 公津の杜中学校と分離し、成田市立中台中学校から生徒が編入した。

## 教育方針
指導目標
1. 自らの意志と計画で、真剣に学習に励む生徒を育てる。
2. よく考えて、正しく判断し、たくましく行動する生徒を育てる。
3. 心身ともに健康で、情操豊かな生徒を育てる。
4. 働くことを好み、思いやりの心をもつ生徒を育てる。

## 年間行事
- 4月 - 入学式
- 5月 - 3年生修学旅行
- 6月 - 3年生実力テスト①/2年生校外学習/1年生校外学習
- 7月 - 3年生実力テスト②/終業式
- 7月～8月 - 夏休み/3年生実力テスト③
- 9月 - 始業式/体育祭
- 10月 - 合唱コンクール/PTAバザー
- 11月 - 1年生福祉体験学習/2年生職場体験学習
- 12月 - 終業式
- 12月～1月上旬 - 冬休み
- 1月 - 始業式
- 3月 - 予餞会/卒業式/修了式/春休み

## 出身有名人
- 唐川侑己（プロ野球選手）
- 加瀬あつし（漫画家）
- 永藤歩（プロサッカー選手）